# Raymond Van Wymeersch
Raymond Van Wymeersch est un aviateur français de la France libre. Capturé après la perte de son avion à Dieppe le 19 août 1942, il a participé, le 24 mars 1944, avec 75 prisonniers à la « Grande Évasion »,.

## Biographie

### Jeunesse
Raymond Léon Narcisse Van Wymeersch est né à Asnières-sur-Seine (Hauts-de-Seine, Seine-et-Oise à l’époque) le 24 septembre 1920. Son père, Paul Van Wymeersch, est cheminot et exerce les fonctions de sous-chef de gare. Résistant, son père mourra en déportation à Mauthausen le 13 mars 1944.

### Deuxième Guerre mondiale
Déjà titulaire d'un brevet de pilote civil, Raymond Van Wymeersch s’engage dans l'armée de l'air en raison de la guerre en novembre 1939. Il part en formation à Rochefort en mai 1940 et passe ses brevets militaires à Laleu et obtient le grade de sergent. Il se trouve à l'école de pilotage d'Avord lorsque survient la débâcle. Il embarque alors le 21 juin à Bayonne sur un cargo suédois et arrive le 28 à Casablanca. Avec d'autres élèves pilotes d'Avord qu'il retrouve au Maroc, désireux de poursuivre le combat, il part pour Gibraltar où il arrive le 4 juillet, et, de là, il réembarque pour la Grande-Bretagne  (déguisé en soldat polonais) pour rejoindre les forces françaises libres. Il intègre les Forces aériennes françaises libres et est affecté au Squadron 605 en novembre 1940, puis au Squadron 174 en mars 1942. Il obtient le grade d'aspirant en juin 1942. Par trois fois, son avion est touché par la flak (artillerie anti-aérienne allemande). La première fois, il s'abîme dans la Manche au large de Berck, les deux fois suivantes, il réussit à ramener et à poser son avion endommagé.
Le 19 août 1942, il participe au raid de Dieppe aux commandes d'un Hurricane. Lors de cette bataille, son empennage est détruit par un avion allemand lui-même abattu, un Focke Wulf qui entre en collision avec son appareil. Il n'a que le temps d'actionner son parachute, à très basse altitude. Victime de fractures à la cheville et au pied droit, il est capturé malgré sa volonté de se défendre (il vide son chargeur en ne touchant qu'un Allemand). 
Envoyé au stalag Luft III, il participe activement au creusement de tunnels clandestins dans le sous-sol du camp, et, le 24 mars 1944, il s'évade avec 75 autres aviateurs alliés prisonniers, au cours de ce qui reste dans l'Histoire comme la « Grande Évasion ». Il arrive à atteindre Metz avant d'être repris. Il a la chance de ne pas être exécuté comme 50 des autres évadés repris, mais il est envoyé en camp de concentration à Sachsenhausen. Il partage son dortoir avec Peter Churchill, agent du SOE qui l'aide à tenir le coup. Le 27 avril 1945, il sera extrait du camp et sera dirigé vers l'Italie du nord comme otage, avec Peter Churchill, un groupe d'aviateurs de la RAF et toute une brochette de personnalités internationales et d'opposants allemands. Là, il sera soustrait à la garde des SS par l'armée allemande le 30 avril 1945 et il fausse compagnie à ses gardiens à cette occasion, se joignant à la Résistance italienne (Brigades Garibaldi) pour les derniers jours de la guerre.

### Après-guerre
Après la guerre, Raymond Van Wymeersch poursuit une carrière d'aviateur militaire qui l'emmène en Indochine comme pilote puis en Algérie comme contrôleur (où son hélicoptère est abattu), puis à Bangui. Il termine sa carrière chargé de la rénovation de la base aérienne 721 Rochefort, située à Saint-Agnant dont il dessine une partie des plans. Il atteint le grade de commandant en 1967 et prend sa retraite la même année.
Il décède le 2 juin 2000 à la Rochelle à l'age de 79 ans.

## Distinctions
- Croix de guerre 1939-1945[3]
- Croix de guerre des Théâtres d'opérations extérieurs[3]
- Croix de la valeur militaire[3]
- Médaille de la résistance[3]
- Six citations dont trois à l’ordre de l’armée de l'Air[3]
- Commandeur de la Légion d’Honneur en 1996[3],[6].

## Sources
- Revue ICARE N°138, LES F.A.F.L. TOME IV : Les chasseurs français en Angleterre
- Revue de la France Libre, n° 279, 3e trimestre 1992.
- (en) Article dans RAF INFO, site britannique dédié aux anciens de la Royal Air Force.
- Emmanuelle Mauret, « La Grande Évasion (des Français dans l’aventure) », Revue Historique des Armées, no 306,‎ 2022 (lire en ligne)